# Arau-gigante
Arau-gigante ou alca-gigante (nome científico: Pinguinus impennis) é uma espécie extinta de ave da família dos alcídeos que vivia no Atlântico Norte. Seu território original compreendia uma vasta região do Canadá a Noruega, incluindo a Islândia, ilhas Britânicas, França e norte da Espanha. Incapaz de voar, passava a maior parte da vida na água, de onde saía apenas na época do acasalamento. Formava grandes colônias em ilhas rochosas isoladas, com fácil acesso ao mar e alimento em abundância por perto. Poucos locais preenchiam esses requisitos, de modo que a ave, provavelmente, nunca teve mais que vinte colônias de reprodução, das quais apenas seis são conhecidas. Durante o inverno migrava para o sul, aos pares ou em pequenos grupos.
O arau-gigante media até 85 cm de altura e pesava cerca de 5 kg. Seu dorso era preto, enquanto que a parte ventral tinha cor branca. O bico era curvo, forte, negro e com ranhuras na superfície. Durante o verão a plumagem apresentava uma mancha branca sobre cada olho, que desaparecia no inverno e dava lugar a uma faixa branca entre os olhos. Suas pequenas asas, de apenas 15 cm de comprimento, não lhe permitiam voar. Em contrapartida, o arau-gigante era um exímio nadador: mergulhava a mais de 70 metros de profundidade e conseguia prender a respiração por 15 minutos, mais que uma foca. Sua dieta era composta basicamente por peixes.
É a única espécie moderna do gênero Pinguinus, termo originário do galês pen gwyn, seu antigo nome popular nas ilhas Britânicas. Quando os exploradores europeus descobriram no hemisfério Sul as aves conhecidas hoje como pinguins, eles notaram a aparência similar ao arau-gigante e as batizaram com esse nome, que persiste até a atualidade. Apesar de parecidos, araus e pinguins não têm nenhum parentesco próximo e sequer são classificados na mesma ordem de Aves.
O arau-gigante foi caçado pelos seres humanos desde a pré-história. O extermínio aumentou drasticamente com o advento das navegações, pois os ovos e a carne da ave serviam de comida para os marinheiros. Eles também matavam os araus para usá-los como isca de pesca e até como "lenha" de fogueira: a queima dos corpos, ricos em gordura, liberava óleo suficiente para manter uma chama acesa. A pressão sobre a espécie se acentuou quando suas plumas viraram uma matéria-prima popular para travesseiros. Os cientistas da época perceberam que o arau estava desaparecendo e algumas leis de proteção foram criadas, mas nenhuma mostrou eficácia. No início do século XIX, com sua raridade cada vez maior, exemplares do animal e seus ovos se tornaram alvo de museus e colecionadores, que pagavam para obter espécimes. Um arau-gigante vivo foi visto pela última vez em 1852. Atualmente, 78 peles da ave ainda existem, a maioria em coleções de museus, além de cerca de 75 ovos e 24 esqueletos completos.

## Etimologia
Em português, a ave é conhecida popularmente como arau-gigante, torda-grande, pega-gigante, e alca-gigante. Na língua irlandesa é chamado falcóg mhór, que significa "grande ave marinha". Em basco seu nome é arponaz ("bico de lança"), em francês antigo apponatz, e em inglês great auk. Os viquingues o chamavam de geirfugl ("ave com lança"); para os inuítes era isarukitsok ("pequena asa"). A palavra "pingouin" aparece pela primeira vez no século XVI como sinônimo de arau-gigante. Ela pode ter sido derivada do galês pen gwyn ("cabeça branca"), embora a etimologia ainda seja controversa. Quando os exploradores europeus descobriram no hemisfério Sul as aves conhecidas hoje como pinguins, eles notaram a aparência similar ao arau-gigante e as batizaram com esse nome, que persiste até a atualidade. Apesar de parecidos, araus e pinguins não têm nenhum parentesco próximo e sequer são classificados na mesma ordem de Aves.

## Taxonomia e evolução
A espécie foi descrita cientificamente pela primeira vez em 1735 pelo naturalista sueco Carlos Lineu, o "pai da taxonomia". A ave foi um dos 4 400 animais descritos na obra Systema Naturae, recebendo o nome Alca impennis. Alca é um termo latino derivado de palavras escandinavas para os diversos tipos de tordas (alk, alka, alke). Mais tarde, em 1791, a espécie foi alocada em seu próprio gênero, Pinguinus, que é derivado dos nomes antigos em espanhol e português para a espécie (pinguim). O epíteto específico impennis vem do latim e é uma referência à falta de penas de voo.
A análise das sequências de DNA mitocondrial confirmou os estudos morfológicos e biogeográficos que apontavam a torda-mergulheira (Alca torda) como o "primo" vivo mais próximo do arau-gigante. Graças às semelhanças físicas entre essas espécies, e apesar do tamanho menor e da habilidade de voar da torda-mergulheira, o arau-gigante foi diversas vezes classificado no gênero Alca, inclusive por Lineu. O animal também está intimamente relacionado com a torda-anã (Alle alle), que passou por um processo evolutivo radicalmente diferente; ficando menor e se especializando em comer plâncton.
O cladograma abaixo mostra a relação do arau-gigante com os seus parentes mais próximos, com base em um estudo genético de 2004:
|  | Uria aalge (airo)           |
|  |                             |
|  | Uria lomvia (airo-de-freio) |
|  |                             |

|  | Alca torda (torda-mergulheira)    |
|  |                                   |
|  | Pinguinus impennis (arau-gigante) |
|  |                                   |

|  | Uria aalge (airo)           |
|  |                             |
|  | Uria lomvia (airo-de-freio) |
|  |                             |

|  | Alca torda (torda-mergulheira)    |
|  |                                   |
|  | Pinguinus impennis (arau-gigante) |
|  |                                   |

|  | Uria aalge (airo)           |
|  |                             |
|  | Uria lomvia (airo-de-freio) |
|  |                             |

|  | Alca torda (torda-mergulheira)    |
|  |                                   |
|  | Pinguinus impennis (arau-gigante) |
|  |                                   |

|  | Uria aalge (airo)           |
|  |                             |
|  | Uria lomvia (airo-de-freio) |
|  |                             |

|  | Alca torda (torda-mergulheira)    |
|  |                                   |
|  | Pinguinus impennis (arau-gigante) |
|  |                                   |

|  | Brachyramphus marmoratus (mérgulo-marmoreado)      |
|  |                                                    |
|  | Brachyramphus brevirostris (mérgulo-de-bico-curto) |
|  |                                                    |

|  | Cepphus grylle (airo-de-asa-branca)                                                                 |
|  | |
|  | \| \| Cepphus columba (airo-columbino) \| \| \| \| \| \| Cepphus carbo (airo-de-óculos) \| \| \| \| |
|  | |
|  | Cepphus columba (airo-columbino)                                                                    |
|  | |
|  | Cepphus carbo (airo-de-óculos)                                                                      |
|  | |

|  | Cepphus columba (airo-columbino) |
|  |                                  |
|  | Cepphus carbo (airo-de-óculos)   |
|  |                                  |

|  | Brachyramphus marmoratus (mérgulo-marmoreado)      |
|  |                                                    |
|  | Brachyramphus brevirostris (mérgulo-de-bico-curto) |
|  |                                                    |

|  | Cepphus grylle (airo-de-asa-branca)                                                                 |
|  | |
|  | \| \| Cepphus columba (airo-columbino) \| \| \| \| \| \| Cepphus carbo (airo-de-óculos) \| \| \| \| |
|  | |
|  | Cepphus columba (airo-columbino)                                                                    |
|  | |
|  | Cepphus carbo (airo-de-óculos)                                                                      |
|  | |

|  | Cepphus columba (airo-columbino) |
|  |                                  |
|  | Cepphus carbo (airo-de-óculos)   |
|  |                                  |

|  | Uria aalge (airo)           |
|  |                             |
|  | Uria lomvia (airo-de-freio) |
|  |                             |

|  | Alca torda (torda-mergulheira)    |
|  |                                   |
|  | Pinguinus impennis (arau-gigante) |
|  |                                   |

|  | Uria aalge (airo)           |
|  |                             |
|  | Uria lomvia (airo-de-freio) |
|  |                             |

|  | Alca torda (torda-mergulheira)    |
|  |                                   |
|  | Pinguinus impennis (arau-gigante) |
|  |                                   |

|  | Uria aalge (airo)           |
|  |                             |
|  | Uria lomvia (airo-de-freio) |
|  |                             |

|  | Alca torda (torda-mergulheira)    |
|  |                                   |
|  | Pinguinus impennis (arau-gigante) |
|  |                                   |

|  | Uria aalge (airo)           |
|  |                             |
|  | Uria lomvia (airo-de-freio) |
|  |                             |

|  | Alca torda (torda-mergulheira)    |
|  |                                   |
|  | Pinguinus impennis (arau-gigante) |
|  |                                   |

|  | Brachyramphus marmoratus (mérgulo-marmoreado)      |
|  |                                                    |
|  | Brachyramphus brevirostris (mérgulo-de-bico-curto) |
|  |                                                    |

|  | Cepphus grylle (airo-de-asa-branca)                                                                 |
|  | |
|  | \| \| Cepphus columba (airo-columbino) \| \| \| \| \| \| Cepphus carbo (airo-de-óculos) \| \| \| \| |
|  | |
|  | Cepphus columba (airo-columbino)                                                                    |
|  | |
|  | Cepphus carbo (airo-de-óculos)                                                                      |
|  | |

|  | Cepphus columba (airo-columbino) |
|  |                                  |
|  | Cepphus carbo (airo-de-óculos)   |
|  |                                  |

|  | Brachyramphus marmoratus (mérgulo-marmoreado)      |
|  |                                                    |
|  | Brachyramphus brevirostris (mérgulo-de-bico-curto) |
|  |                                                    |

|  | Cepphus grylle (airo-de-asa-branca)                                                                 |
|  | |
|  | \| \| Cepphus columba (airo-columbino) \| \| \| \| \| \| Cepphus carbo (airo-de-óculos) \| \| \| \| |
|  | |
|  | Cepphus columba (airo-columbino)                                                                    |
|  | |
|  | Cepphus carbo (airo-de-óculos)                                                                      |
|  | |

|  | Cepphus columba (airo-columbino) |
|  |                                  |
|  | Cepphus carbo (airo-de-óculos)   |
|  |                                  |

Pinguinus alfrednewtoni era um membro maior e também incapaz de voar do gênero Pinguinus que viveu durante o início do Plioceno. Conhecido a partir de ossos encontrados na Formação Yorktown da mina Lee Creek, na Carolina do Norte, acredita-se que evoluiu a partir de um ancestral comum com o arau-gigante. P. alfrednewtoni vivia no Atlântico Ocidental, enquanto o arau-gigante habitava o Atlântico Oriental, mas após o desaparecimento do primeiro ao fim do Plioceno, o arau-gigante ocupou toda a área.
O registro fóssil, especialmente da espécie irmã Pinguinus alfrednewtoni, e as evidências moleculares mostram que os três gêneros estreitamente relacionados (Alca, Alle e Pinguinus) divergiram a partir de um ancestral comum, uma ave provavelmente semelhante a um Synthliboramphus e que se dispersou ao longo das costas do Atlântico. A essa altura, as aves dos gênero Uria e Cepphus aparentemente já haviam se separado dos outros alcídeos do Atlântico. Animais parecidos com a torda-mergulheira eram comuns no Atlântico durante o Plioceno, mas a evolução da torda-anã permanece pouco documentada. As evidências moleculares sugerem a colocação do arau-gigante em um gênero separado, mas alguns ornitólogos ainda acham que é mais adequado manter a espécie no gênero Alca. O arau-gigante não estava intimamente relacionado com os demais gêneros extintos de alcídeos incapazes de voar: Mancalla, Praemancalla e Alcodes. É a única ave britânica extinta em tempos históricos.

## Descrição

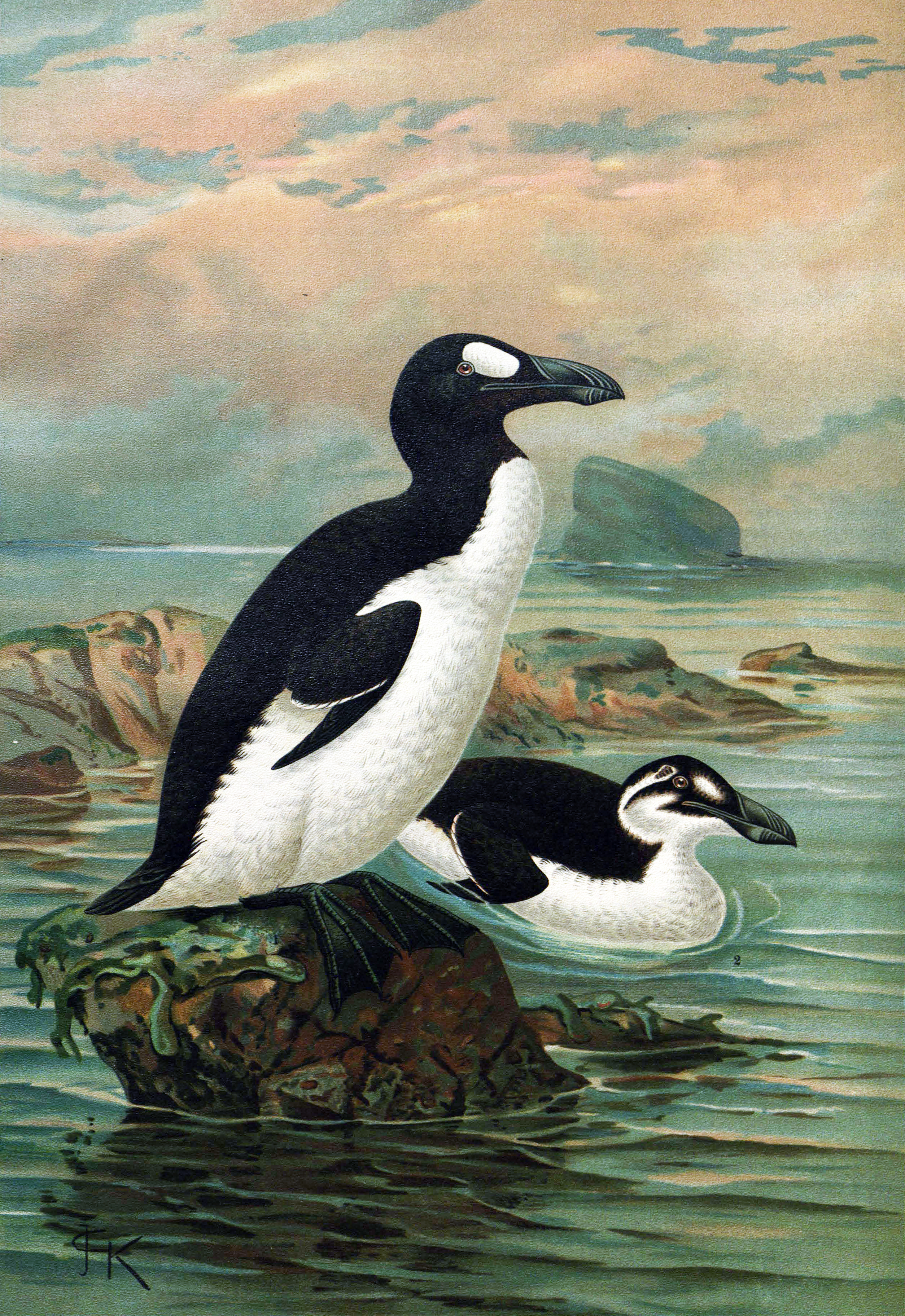
Plumagens de verão (de pé) e inverno (nadando).

Um arau-gigante adulto pesava 5 kg e, de pé, atingia 75 a 85 centímetros de altura. Foi o segundo maior membro da família dos alcídeos e também da ordem Charadriiformes, sendo superado apenas pelo Miomancalla howardi. Os araus que viviam mais ao norte tinham, em média, tamanhos maiores que os do sul. Machos e fêmeas possuíam plumagens parecidas, embora haja evidência de diferenças de tamanho, especialmente no comprimento do bico e do fêmur. A traseira era predominantemente preta brilhante, e o estômago branco. O pescoço e pernas eram curtas, e a cabeça e as asas pequenas. O arau parecia rechonchudo devido a uma espessa camada de gordura, necessária para evitar a perda de calor.
Durante o verão, a ave desenvolvia um amplo tapa-olho branco sobre o olho, o qual tinha uma íris cor de avelã ou acastanhada. Já no inverno, ocorria a muda das penas e ele perdia o tapa-olho, que era substituído por uma grande faixa branca e uma linha de penas cinzas que se estendia dos olhos aos ouvidos. No verão, o queixo e o pescoço do arau eram castanho-escuros, e o interior da boca amarelo. No inverno, a garganta ficava branca. Alguns indivíduos tinham uma plumagem cinza em seus flancos, mas o propósito desta característica ainda é desconhecido. Seu grande bico media 11 centímetros de comprimento e a parte de cima era curvada para baixo; o bico tinha ainda sulcos brancos profundos em ambas as mandíbulas, até sete na mandíbula superior e doze na mandíbula inferior no verão, sendo que havia menos no inverno. As asas tinham apenas 15 cm de comprimento e as maiores penas das asas apenas 10 cm. Seus pés e suas garras curtas eram pretos, enquanto a membrana entre os dedos era preto-acastanhada. As pernas estavam na extremidade traseira do corpo da ave, o que proporcionava um nado poderoso e muita habilidade durante o mergulho.
Filhotes eram cinzas e felpudos, mas sua aparência exata é desconhecida, uma vez que não restou nenhuma pele deles. Aves jovens tinham sulcos menos proeminentes em seus bicos e possuíam pescoços sarapintados de branco e preto, e a mancha do olho encontrada em adultos não estava presente; em vez disso, uma linha cinza corria através dos olhos (que ainda tinha o anel branco do olho) até um pouco abaixo das orelhas.
Os chamamentos do arau-gigante incluíam um coaxar baixo e um grito rouco. Um arau cativo foi observado fazendo um barulho borbulhante quando ansioso. Não se sabe como eram suas outras vocalizações, mas acredita-se que elas eram semelhantes as da torda-mergulheira, porém mais altas e profundas.

## Distribuição e habitat

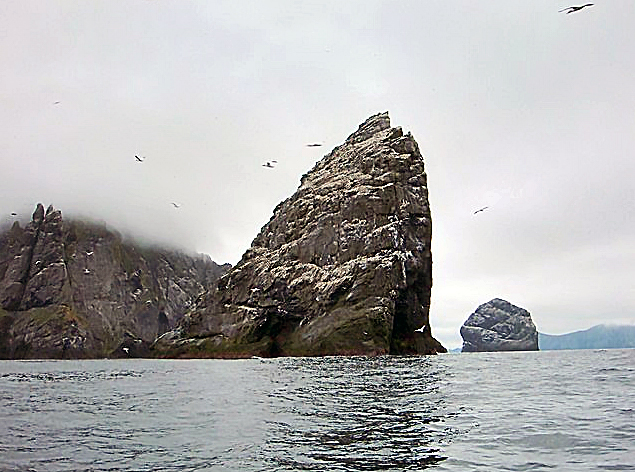
A roca Stac an Armin em Saint Kilda, Escócia, era um dos locais de reprodução do arau-gigante.

O arau-gigante vivia nas frias águas costeiras do Atlântico Norte ao longo dos litorais do Canadá, nordeste dos Estados Unidos, Noruega, Groenlândia, Islândia, Ilhas Faroé, Irlanda, Grã-Bretanha, França e norte da Espanha. A ave saía da água e ia para a terra firme somente para procriar, inclusive repousava no mar quando não estava em época de reprodução. As colônias da espécie se localizavam desde a baía de Baffin e o golfo de São Lourenço no Canadá, atravessando todo o extremo norte do Atlântico, incluindo a Islândia e as ilhas Britânicas, até a Noruega. Para servir como local adequado de nidificação, era preciso que as ilhas rochosas tivessem praias com declive a fim de facilitar o acesso ao mar. Tais exigências eram muito limitantes e acredita-se que a ave nunca teve mais que 20 colônias de reprodução. O lugar para procriar também precisava estar perto de áreas ricas em alimento e ser longe o suficiente do continente para desencorajar a visitação por seres humanos e ursos polares. São conhecidos os locais de apenas seis ex-colônias de reprodução: Papa Westray nas ilhas Órcades, Saint Kilda na costa da Escócia, ilhas Grímsey e Eldey próximas a Islândia, ilha Funk em Terra Nova, e a ilha Madalena no golfo de São Lourenço. Os registros sugerem que esta espécie pode ter se reproduzido também no cabo Cod, em Massachusetts. Do final do século XVIII ao início do século XIX, a área de reprodução do arau-gigante estava restrita às ilhas Funk, Grímsey, Eldey, Saint Kilda, e ao golfo de São Lourenço. A ilha Funk abrigou a maior colônia conhecida.
Migrava tanto para o norte como para o sul, se distanciando das colônias de reprodução após os filhotes ganharem suas plumagens. Tendiam a se dirigir ao sul durante o final do outono e no inverno. Era comum nos Grandes Bancos da Terra Nova. Seus ossos também foram encontrados bem mais ao sul, na Flórida, onde a espécie pode ter vivido durante quatro períodos: em torno de 1000 a.C., 1000 d.C., no século XV, e no século XVII. Foi sugerido que alguns dos ossos descobertos na Flórida possam ser fruto de comércio entre nativos. O arau-gigante normalmente não se deslocava mais ao sul da baía de Massachusetts no inverno.

## Ecologia e comportamento

Os araus eram desajeitados em terra, mas nadavam com agilidade.

O arau-gigante nunca foi observado nem descrito por cientistas modernos durante a sua existência. Praticamente tudo que se sabe hoje sobre seu comportamento é baseado em relatos de pessoas leigas, a exemplo dos marinheiros. Mas muita coisa também pode ser inferida a partir do seu "primo" vivo mais próximo, a torda-mergulheira, bem como do que restou de seus tecidos moles.
Eles caminhavam lentamente e às vezes usavam as asas para ajudá-los a atravessar terrenos acidentados. Quando corriam, eram desajeitados e com passos curtos em linha reta. Eles tinham poucos predadores naturais: seus maiores inimigos eram grandes mamíferos marinhos, como a orca, e a águia-rabalva. Ursos polares também predavam suas colônias de nidificação. O arau-gigante não tinha medo inato dos seres humanos, e sua incapacidade de voar e dificuldade de se locomover em terra agravavam a sua vulnerabilidade. Eles foram caçados por sua carne, penas, e como espécimes de museus e coleções particulares. Reagiam a ruídos, mas raramente se assustavam com a visão de alguma coisa. Usavam o bico de forma agressiva tanto nos locais de nidificação mais apinhados como quando ameaçados ou capturados por humanos. Acredita-se que viviam cerca de 20 a 25 anos. Durante o inverno, o arau-gigante migrava para o sul, quer em pares ou em pequenos grupos, e nunca com toda a colônia de nidificação.
O arau-gigante era comumente um excelente nadador, usando suas asas para ganhar impulsão debaixo d'água. Enquanto nadava, ficava com a cabeça levantada mas o pescoço torcido. A espécie conseguia planar, desviar-se e girar sob a água. O arau-gigante era conhecido por mergulhar a profundidades de 76 metros e chegou a ser dito que a ave era capaz de mergulhar a 1 km de profundidade. Para economizar energia, a maioria dos mergulhos eram mais rasos. Também era capaz de prender a respiração por 15 minutos, mais do que uma foca. Tal habilidade de mergulho reduziu bastante a competição com outras espécies de alcídeos. O arau conseguia acelerar debaixo d'água e em seguida atirar-se para fora da água para "pousar" sobre rochas acima da superfície do mar.

### Dieta

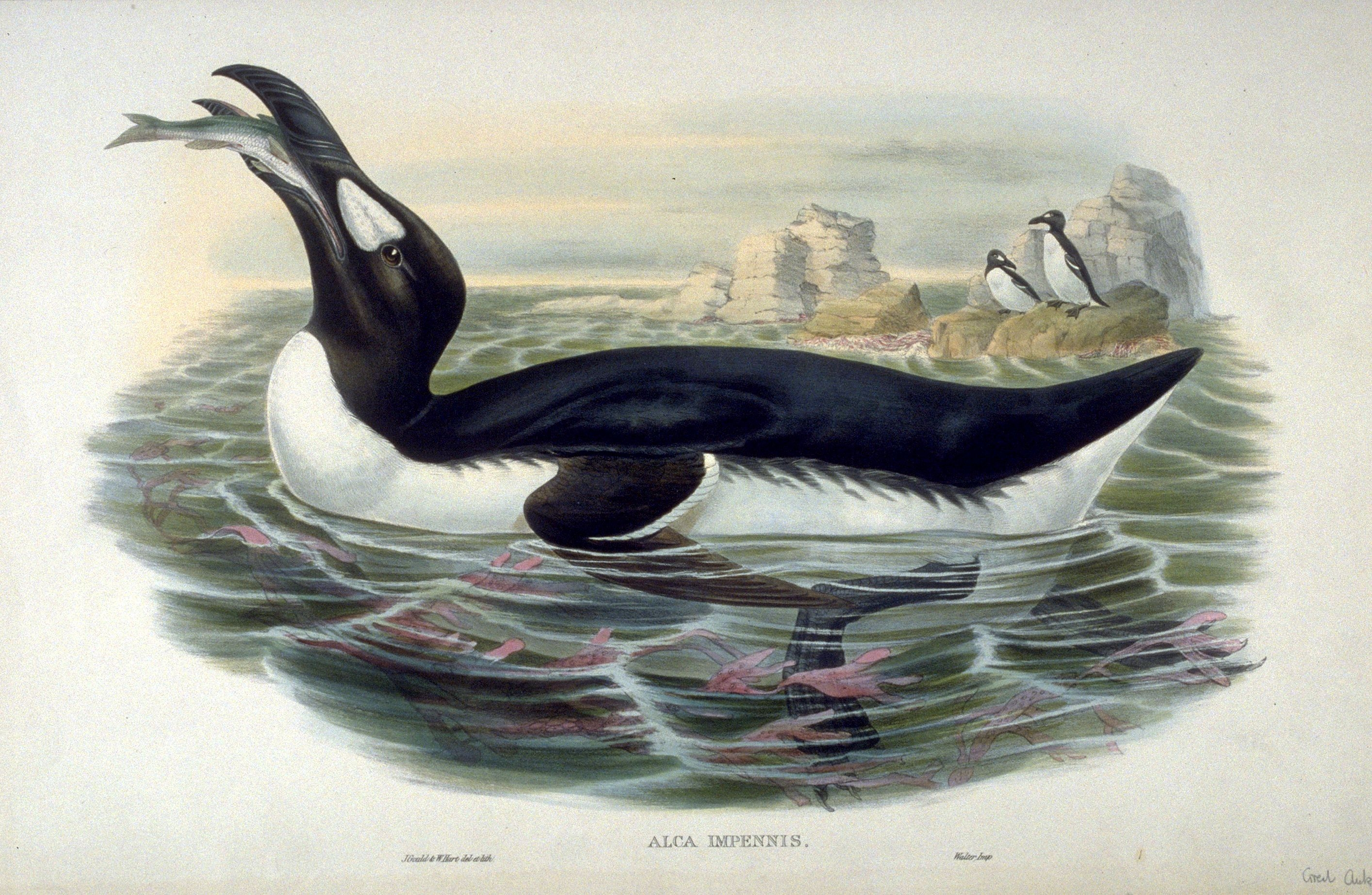
Peixes eram a base da dieta da ave.

Normalmente se alimentava em águas pouco profundas, as quais eram mais rasas do que aquelas frequentadas por outros alcídeos, embora após a estação reprodutiva tenham sido avistados a até 500 km do litoral. Acredita-se que se alimentava cooperativamente em bandos. Sua dieta era composta principalmente por peixes, geralmente os que mediam de 12 a 20 cm de comprimento e pesavam 40 a 50 gramas, mas ocasionalmente suas presas tinham até a metade do comprimento da ave. Com base em resquícios relacionados a ossos de araus-gigantes encontrados na ilha Funk, e levando em consideração aspectos ecológicos e morfológicos, aparentemente as espécies de peixes Brevoortia tyrannus e Mallotus villosus eram suas presas favoritas. Outros alimentos apontados como potenciais itens do "cardápio" do arau incluem os ciclopterídeos, Myoxocephalus scorpius, bacalhaus, crustáceos e amoditídeos. Acredita-se que os filhotes comiam plâncton e, possivelmente, peixes e crustáceos regurgitados pelos adultos.

### Reprodução

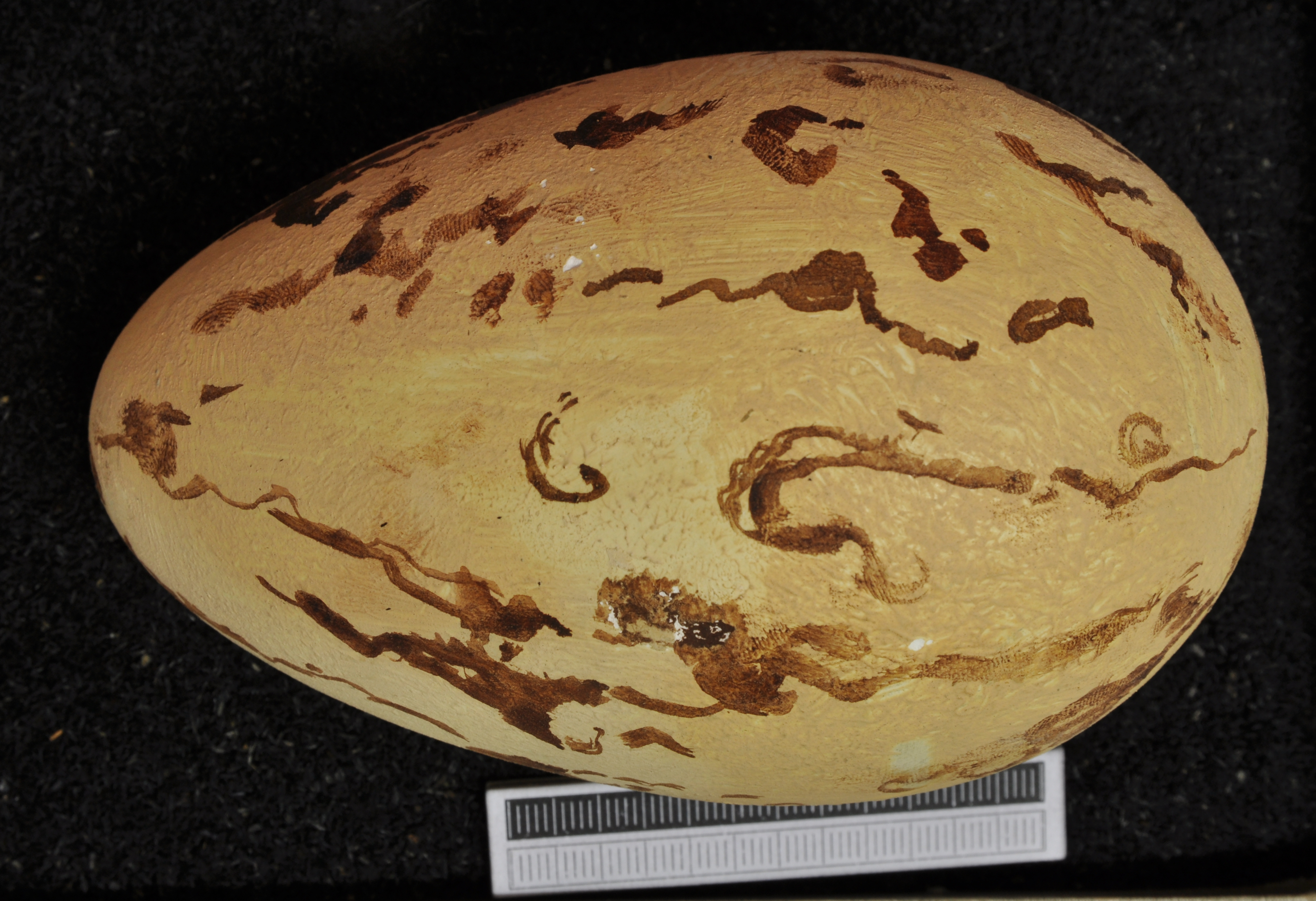
O ovo tinha a casca amarelada e manchas escuras.

Descrições históricas sobre o comportamento reprodutivo do arau-gigante são pouco fiáveis. A ave começava a formar pares no começo a meados de maio. Acredita-se que era monogâmica, embora alguns teorizam que possam ter se acasalado com outros indivíduos além de seu par, um comportamento visto na torda-mergulheira. Após encontrar seu parceiro, construíam o ninho na base de penhascos nas colônias, onde provavelmente ocorria o acasalamento. Os casais tinham um comportamento de exibição social, no qual eles balançavam as cabeças, mostrando a mancha branca dos olhos, as marcas do bico e a boca amarela. As colônias tinham uma densidade populacional bastante elevada, algumas estimativas chegam a apontar que havia um ninho em cada metro quadrado de terreno. Estas colônias eram muito sociais. Quando existia outras espécies de alcídeos no local, os arau-gigantes dominavam devido ao seu tamanho.

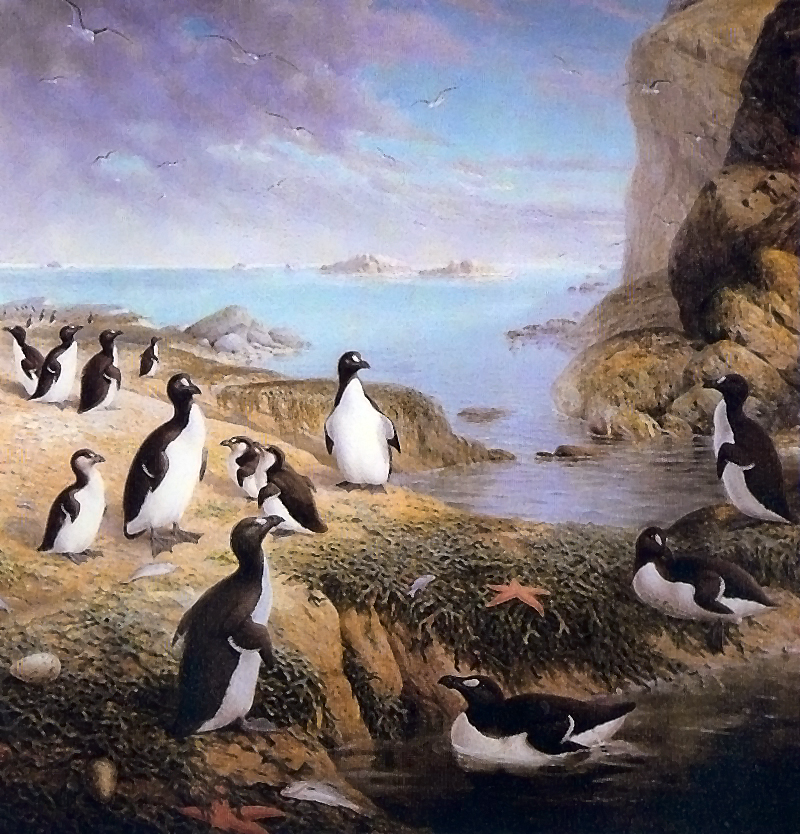
Colônia com adultos e juvenis.

As fêmeas aparentemente punham apenas um ovo a cada ano, entre o final de maio e início de junho, no entanto, elas eram capazes de por outro ovo caso o primeiro fosse perdido. Nos anos em que havia escassez de alimentos, os araus não procriavam. Um único ovo era posto sobre o solo descoberto a até 100 metros da costa. O ovo tinha formato ovalado e alongado, com uma média de 12,4 centímetros de comprimento e 7,6 centímetros de largura no ponto mais largo. Sua casca era branco-amarelada a ocre-claro com um padrão variável de manchas e linhas pretas, marrons ou acinzentadas que muitas vezes se mesclavam na base. Acredita-se que a variação no padrão de listras permitia que os pais reconhecessem o seu ovo na colônia. A dupla se revezava para choca-lo na posição vertical até 39 a 44 dias antes do ovo eclodir, geralmente em junho, embora ovos poderiam ainda estar presentes nas colônias em agosto.
Os pais também se revezavam para alimentar sua cria. De acordo com um relato, o filhote era coberta por uma penugem cinza. A ave jovem levava apenas duas ou três semanas para amadurecer o suficiente para abandonar o ninho e adentrar a água, normalmente em torno de meados de julho. Os pais cuidavam de seus filhotes mesmo depois de emplumados, e adultos foram vistos nadando com suas crias agarradas nas costas. O arau-gigante amadurecia sexualmente quando tinha entre quatro e sete anos de idade.

## Relação com humanos

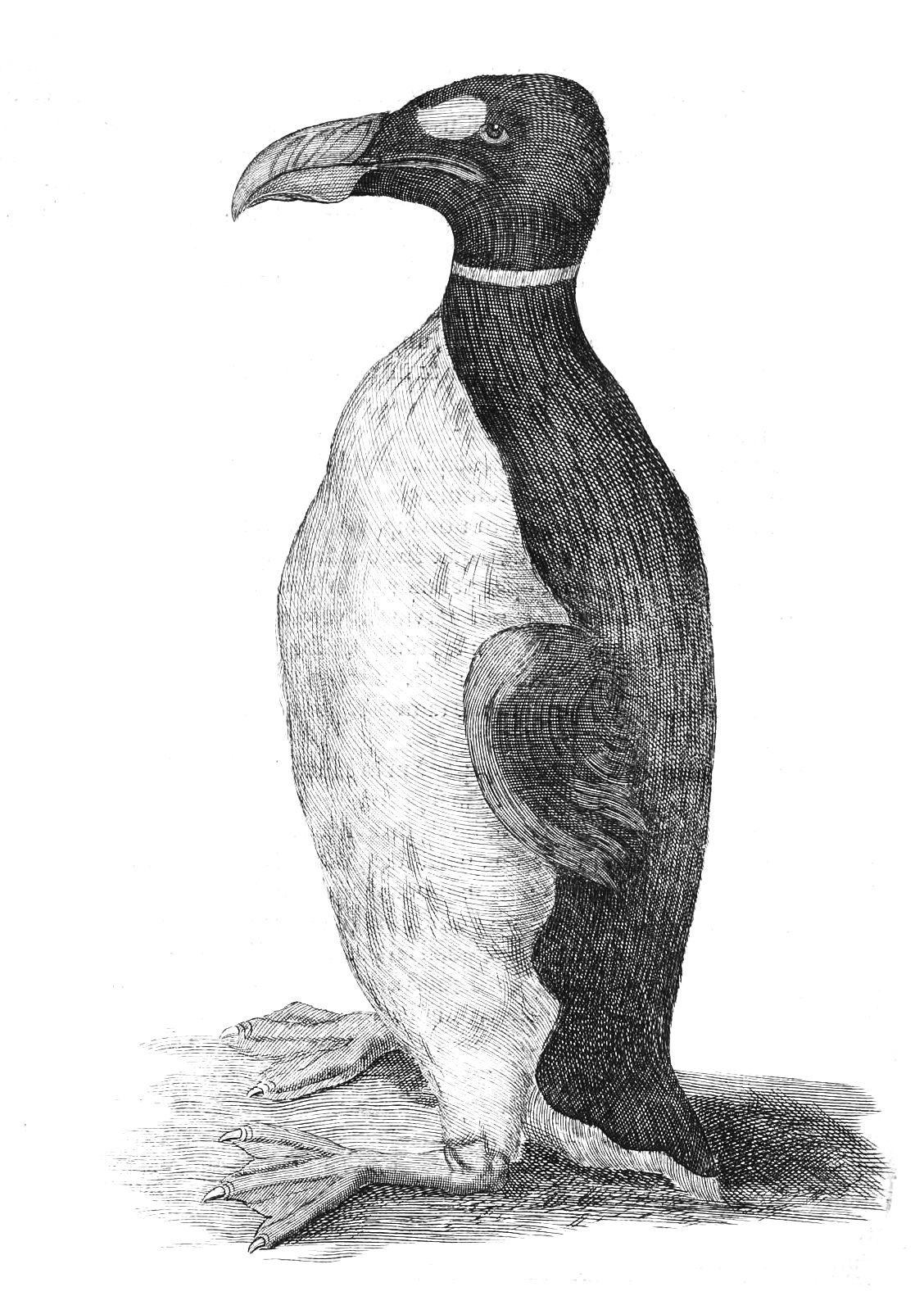
Única ilustração conhecida baseada num arau-gigante vivo.

O arau-gigante era uma fonte de alimento para os neandertais há mais de 100 mil anos, conforme evidenciado por ossos bem limpos da ave encontrados nas fogueiras de seus acampamentos. Imagens que os cientistas acreditam retratar o arau-gigante também foram esculpidas nas paredes da caverna de El Pendo, na Espanha, há mais de 35 mil anos, e pinturas rupestres de 20 mil anos de idade foram encontradas na caverna de Cosquer, na França.
Os nativos americanos valorizavam o arau-gigante como fonte de alimento durante o inverno e como um importante símbolo. Imagens da ave foram encontradas em colares de ossos. Uma pessoa enterrada num sítio do Arcaico Marítimo em Port au Choix, Terra Nova, que data de cerca de 2.000 a.C., foi encontrada rodeada por mais de 200 bicos de arau-gigante, que se acredita ter sido parte de uma vestimenta feita de suas peles, com as cabeças restantes anexadas como adorno. Quase a metade dos ossos de aves que aparecem em sepulturas neste local eram de araus-gigantes, sugerindo que ele tinha um significado cultural relevante para esse povo. Os extintos Beothuks da Terra Nova faziam pudins de ovos de arau. Os esquimós Dorset também os caçava; os Saqqaq da Groenlândia caçaram excessivamente a espécie, causando uma redução local na sua área de distribuição.
Estima-se que a população da espécie chegou na casa dos milhões. O animal foi caçado em escala significativa, por sua carne, ovos e penas, pelo menos a partir do século VIII. Antes disso, a caça pelos nativos está documentada a partir do final da Idade da Pedra na Escandinávia e leste da América do Norte, bem como no início do século V em Labrador, onde encontrado apenas ocasionalmente. Marinheiros europeus utilizaram os araus como um farol de navegação: a presença dessas aves sinalizava que estavam perto dos Grandes Bancos da Terra Nova. Antigos exploradores, incluindo Jacques Cartier e vários navios que tentaram encontrar ouro na ilha Baffin, não tinham provisões suficientes para a viagem de volta, e utilizaram o arau tanto como uma conveniente fonte de alimento, como para servir de isca de pesca. Posteriormente, algumas embarcações ancoravam ao lado de uma colônia e pranchas eram posicionadas em direção à terra. Os marinheiros, em seguida, conduziam centenas de araus até os navios, onde eram abatidos. Alguns autores têm questionado se este método de captura realmente ocorreu com sucesso. Ovos da ave foram também uma valiosa fonte de alimento, pois tinham três vezes o tamanho do ovo de airo e uma grande gema. Estes marinheiros também introduziram ratos nas ilhas que abrigavam as colônias de reprodução.

### Extinção

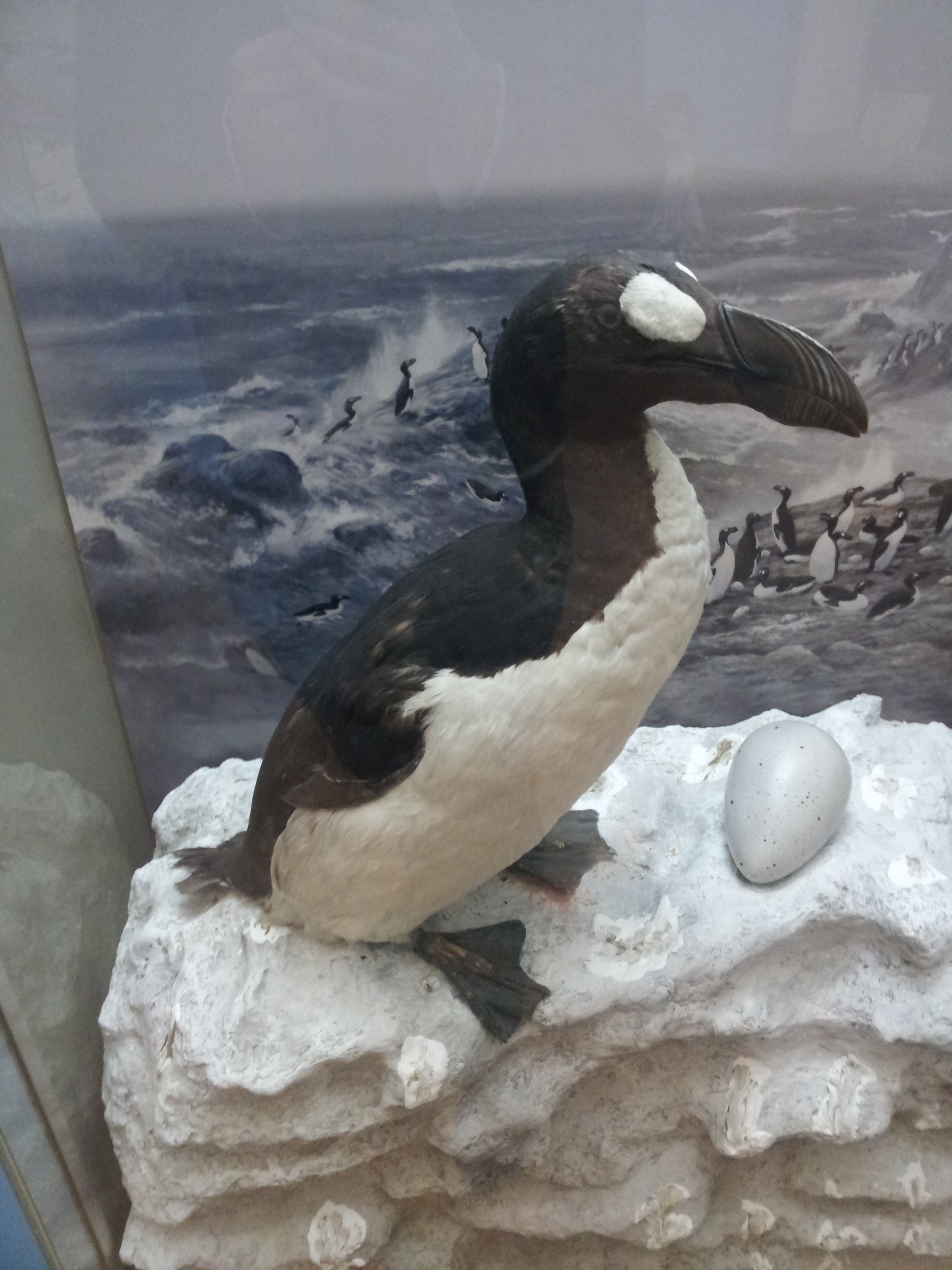
Exemplar nº 41 (museu em Hanôver).

A Pequena Idade do Gelo pode ter reduzido a população de araus-gigantes, aumentado a exposição de seus locais de reprodução ao ataque de ursos polares, mas a exploração comercial maciça de suas penas diminuiu ainda mais drasticamente sua população. Em meados do século XVI, as colônias de nidificação do lado europeu do Atlântico foram quase todas exterminadas pelos caçadores, que matavam a ave para obter suas plumas, usada na época para fazer travesseiros. Em 1553, o arau recebeu a sua primeira proteção oficial, e em 1794 a Grã-Bretanha proibiu a matança da espécie para extração de penas. Em St. John's, no Canadá, aqueles que violassem a lei de 1775 que proibia a caça do arau-gigante por suas penas ou ovos eram açoitados publicamente, embora a captura para uso como isca de pesca ainda fosse permitida. No lado norte-americano, as penas das aves do gênero Eider eram inicialmente as preferidas, mas após terem sido quase levadas à extinção na década de 1770, coletores de penas direcionaram seu foco para o arau-gigante, ao mesmo tempo que diminuía a caça para alimentação, isca de pesca e óleo.
Com sua raridade cada vez maior, exemplares de araus-gigantes e seus ovos se tornaram colecionáveis e altamente valorizados pelos europeus ricos. A grande quantidade de ovos que foram parar em coleções contribuiu para o desaparecimento da espécie. Eggers, pessoas que iam até os locais de nidificação da ave para recolher os seus ovos, rapidamente perceberam que todos os animais não colocavam seus ovos no mesmo dia, então eles passaram a voltar várias vezes numa mesma colônia de reprodução. Eles recolhiam apenas os ovos sem embriões se desenvolvendo dentro deles e, normalmente, descartavam os que tinham embriões.
O arau-gigante desapareceu da ilha Funk por volta de 1800, e um relato de 1794, feito por Aaron Thomas do HMS Boston, descreveu como a ave vinha sendo sistematicamente abatida até então:

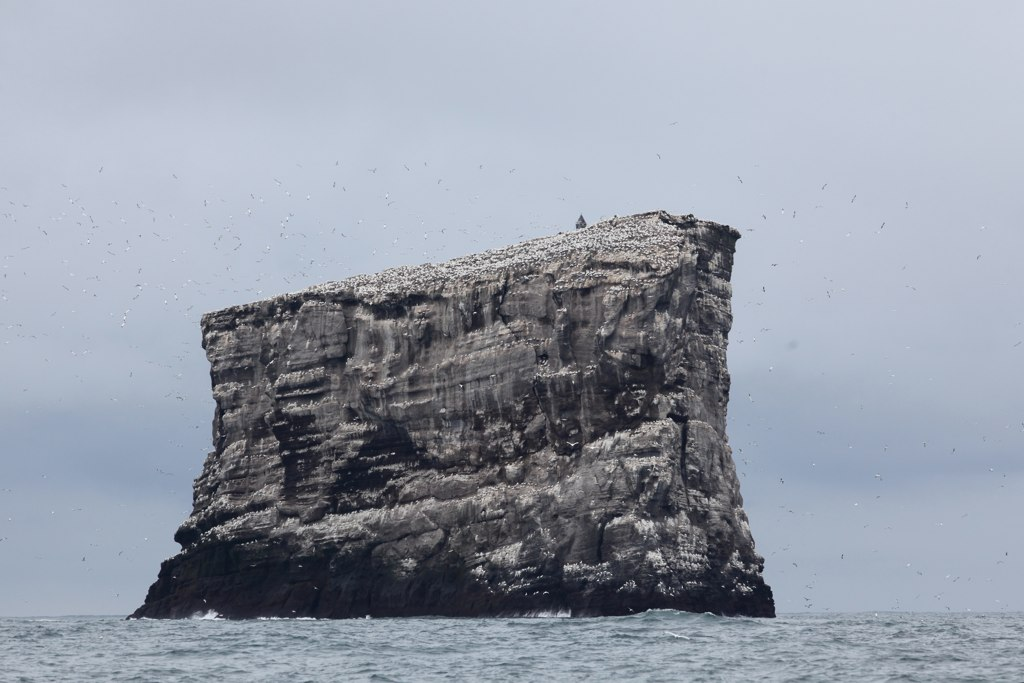
Eldey, o último refúgio da espécie.

Na ilhota Stac an Armin, no arquipélago de Saint Kilda, Escócia, em julho de 1844, o último arau-gigante visto nas ilhas britânicas foi capturado e morto. Três homens da região pegaram um único "garefowl" (um dos nomes populares da espécie em língua inglesa), mencionando suas asinhas e a grande mancha branca na cabeça. Eles o amarraram e o mantiveram vivo por três dias, até que veio uma grande tempestade. Acreditando que o arau era uma bruxa e a causa da tempestade, mataram-no batendo com um pedaço de pau.
A última colônia de araus-gigantes viveu em Geirfuglasker (a "Grande Rocha do Arau", em tradução livre) na costa da Islândia. Este ilhéu era uma rochedo vulcânico cercado por falésias, o que o tornava inacessível aos seres humanos, mas em 1830 ele submergiu após uma erupção vulcânica, e as aves se mudaram para a vizinha ilha de Eldey, que era acessível apenas por um dos lados. Quando a colônia foi descoberta em 1835, cerca de cinquenta aves estavam no local. Museus, cobiçando as peles do arau para conservação e exposição, rapidamente começaram a coletar exemplares da ave na colônia. O último casal, encontrado incubando um ovo, foi morto lá em 3 de julho de 1844, a pedido de um comerciante que queria espécimes. Jón Brandsson e Sigurður Ísleifsson estrangularam os adultos e Ketill Ketilsson esmagou o ovo com a bota.
O especialista em araus-gigantes John Wolley entrevistou os dois homens que mataram os últimos exemplares da espécie, e Ísleifsson descreveu o ato como se segue:
Uma reivindicação posterior do avistamento de um indivíduo vivo em 1852 nos Grandes Bancos da Terra Nova foi aceito pela União Internacional para a Conservação da Natureza e dos Recursos Naturais.

### Espécimes preservados

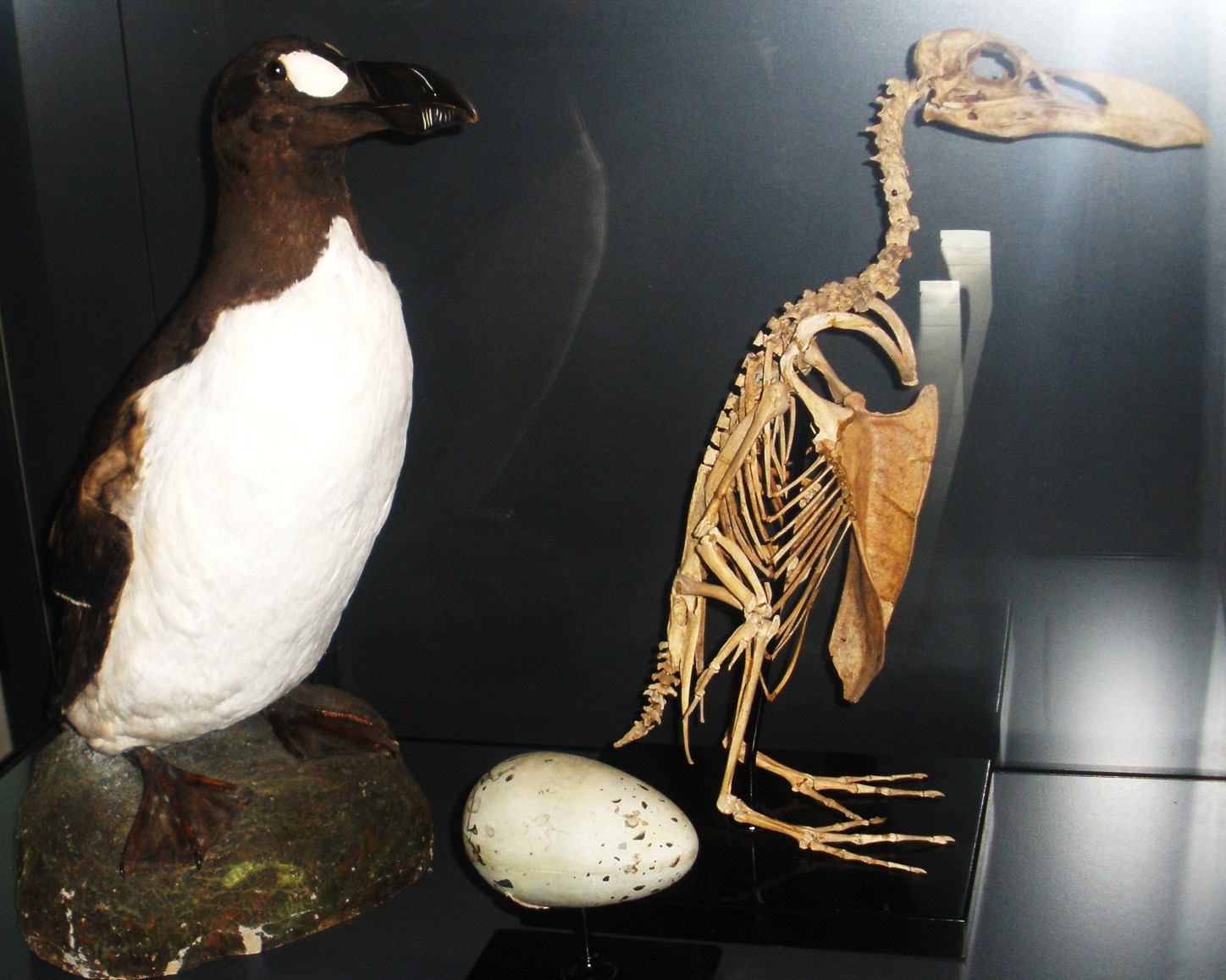
Exemplar empalhado (espécime nº 39), esqueleto e réplica do ovo no Museu de Senckenberg.

Atualmente, 78 peles do arau-gigante ainda existem, a maioria em coleções de museus, junto com cerca de 75 ovos e 24 esqueletos completos. Todas essas peles, a exceção de quatro delas, estão com a plumagem de verão, e apenas dois indivíduos são imaturos. Não há exemplares de filhotes. Os especialistas atribuíram um número a cada um dos ovos e peles. Apesar de milhares de ossos isolados terem sido coletados na ilha Funk no século XIX e em sambaquis do Neolítico, existem apenas alguns esqueletos completos. Múmias naturais também foram encontradas na ilha Funk, e os olhos e órgãos internos das duas últimas aves de 1844 estão armazenados no Museu Zoológico da Universidade de Copenhague. Não se sabe ao certo onde suas peles estão abrigadas hoje, mas de acordo com Errol Fuller, há três exemplares "suspeitos" devido a sua ligação com um determinado revendedor em Copenhague: os espécimes do Natural History Museum of Los Angeles County, do Instituto Real Belga de Ciências Naturais, e o do Übersee-Museum Bremen.
Logo após sua extinção, resquícios do arau-gigante aumentaram drasticamente de valor, e leilões de espécimes geravam intenso interesse na Grã-Bretanha Vitoriana, onde 15 exemplares estão abrigados atualmente, a maior quantidade em um único país. Um espécime foi comprado em 4 de março de 1971 pelo Iceland Natural History Museum por 9 mil libras, o que o colocou no Guinness, o Livro dos Recordes, como a mais cara ave empalhada já vendida. O preço dos ovos às vezes alcançava até 11 vezes o valor do ganho médio anual de um trabalhador qualificado. O atual paradeiro de seis dos ovos são desconhecidos, e vários outros ovos foram acidentalmente destruídos. Dois araus empalhados foram destruídos no século XX, um deles num museu em Mainz durante a Segunda Guerra Mundial, e outro no Museu Bocage, em Lisboa, perdido num incêndio em 1978.

## Relevância cultural

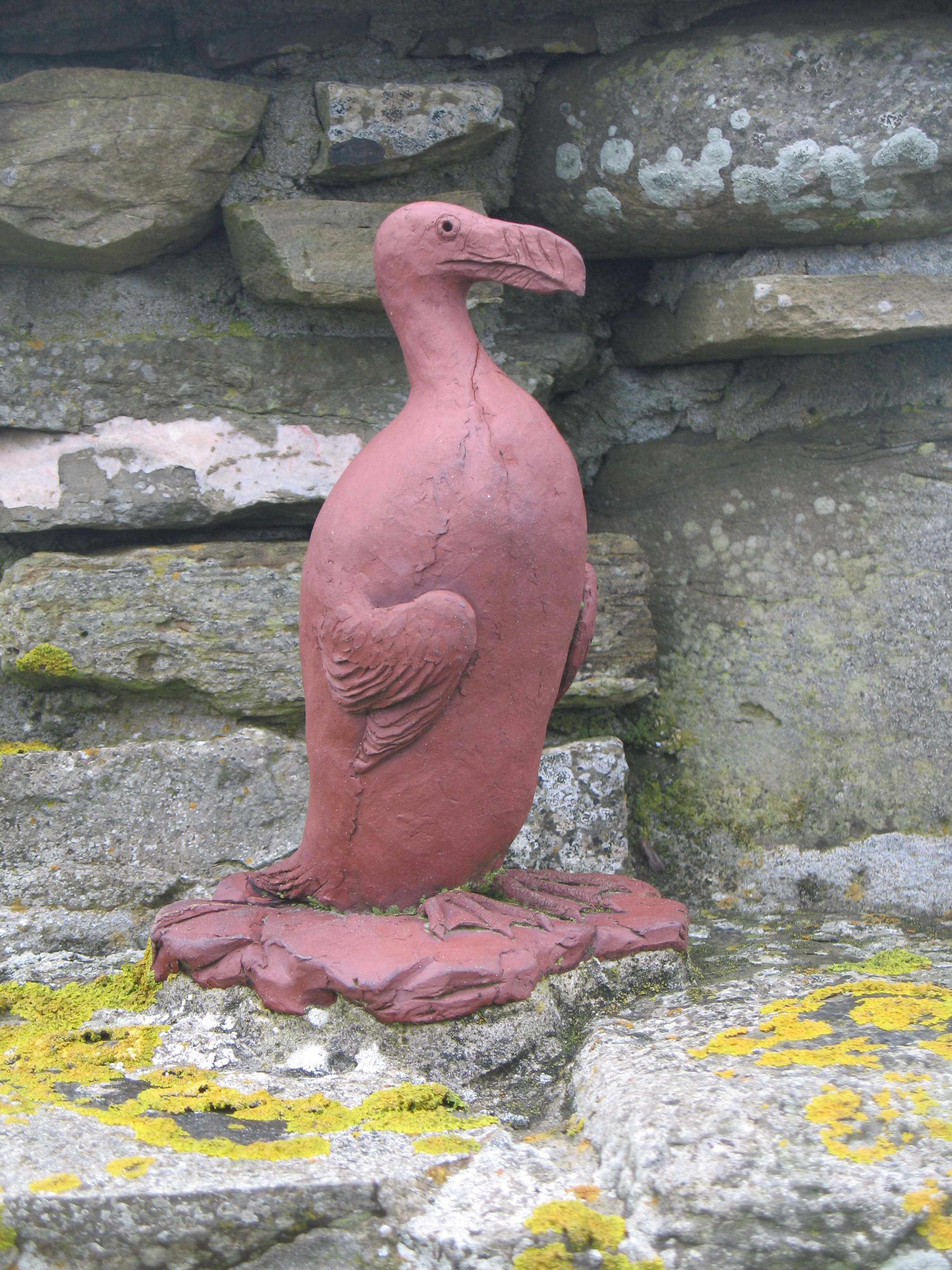
Monumento em Orkney em homenagem ao último arau-gigante britânico.

O arau-gigante é uma das aves extintas mais frequentemente citadas na literatura de língua inglesa. Ele aparece em vários livros infantis, a exemplo de The Water-Babies, A Fairy Tale for a Land Baby de Charles Kingsley e The Island of Adventure de Enid Blyton. Ambos narram o desaparecimento do animal: no primeiro, um arau-gigante conta o processo de extinção de sua própria espécie, e no segundo o protagonista busca sem sucesso uma colônia perdida da ave. O animal aparece ainda em muitas outras obras de ficção. No romance histórico de Patrick O'Brian The Surgeon's Mate, um arau-gigante é capturado pelo naturalista fictício Stephen Maturin. Este livro narra também a captura de uma colônia inteira de araus-gigantes. A ave é o tema do romance The Last Great Auk: A Novel escrito por Allan W. Eckert, que conta como o arau-gigante viu pouco a pouco a extinção de sua espécie. Aparece ainda na obra Sea of Slaughter de Farley Mowat. É o tema de um balé, Still Life at the Penguin Cafe, e de uma canção, A Dream too Far, da Rockford's Rock Opera.
Após seu desaparecimento, o arau-gigante tornou-se um ícone da extinção ao lado de outras aves que tiveram o mesmo destino, tal como o dodô, o pombo-passageiro e a moa. O periódico da American Ornithologists' Union se chama The Auk em homenagem à ave. É o mascote da Archmere Academy em Claymont, Delaware; do Fleming College, em Ontário, e da Choral Society da Universidade de Adelaide, na Austrália. É também a mascote do Knowledge Master Open, uma competição de cultura geral. De acordo com as memórias escritas por Homer Hickam, Rocket Boys, livro que inspirou o filme O Céu de Outubro, os primeiros mísseis que ele produziu com seus amigos tinham sido batizados de "Auk". Na Inglaterra havia uma marca de cigarros chamada Great Auk Cigarettes. Walton Ford, um pintor americano, representou por duas vezes este animal: The Witch of St. Kilda e Funk Island. O pintor e escritor britânico Errol Fuller pintou Last Stand para ilustrar sua monografia sobre a espécie. O arau-gigante também aparece num selo lançado em Cuba em 1974.